# Parides hahneli
Parides hahneli is een vlinder uit de familie van de pages (Papilionidae). De wetenschappelijke naam van de soort is voor het eerst geldig gepubliceerd in 1882 door Otto Staudinger.